# もう泣かないで (DEENの曲)
「もう泣かないで」（もうなかないで）はDEENの41枚目のシングル。2013年11月27日にEpic Records Japanから発売された。

## 作品解説
表題曲の「もう泣かないで」はテレビ朝日系「木曜ミステリー」枠テレビドラマ『科捜研の女』の主題歌に、カップリング曲の「Future」はパチスロ『テイルズ オブ デスティニー 運命という名のパチスロ』の挿入曲となっていた。また、「もう泣かないで」のミュージック・ビデオには、元AKB48の川崎希と俳優のアレクサンダー (モデル)が夫婦で出演している。
初回限定盤と通常盤の2種類で発売されており、初回限定盤はDVD付の2枚組でスリーブパッケージ仕様となっている。DVDに収録されている「夢であるように」は新たに再録した音源になっている。
シングルの発売記念として、発売日前日の11月26日にニコニコ生放送でニコ生特番『DEENが泣いちゃう?』が放送された。

## 収録曲

### CD
作曲：山根公路
1. もう泣かないで（3:28）
作詞：池森秀一・川島だりあ
編曲：古井弘人
2. Future（3:43）
作詞：池森秀一
編曲：山根公路
3. もう泣かないで <off vocal version>（3:26）

### DVD（初回限定盤のみ）
1. 夢であるように（パチスロ「テイルズ オブ デスティニー」×DEEN スペシャルミックスムービー）
2. Future（パチスロ「テイルズ オブ デスティニー」×DEEN スペシャルミックスムービー）

## 収録アルバム
- 『CIRCLE』（#1,#2、#2はAlbum Version）[7]
- 『Another Side Memories〜Precious Best II〜』（#2）[8]
- 『DEEN The Best FOREVER 〜Complete Singles +〜』（#1）[9]

## タイアップ
- テレビ朝日系列木曜ミステリー『科捜研の女』主題歌（#1）
- パチスロ『テイルズ オブ デスティニー 運命という名のパチスロ』挿入曲（#2）